# Васильченко, Лилия Афанасьевна
Ли́лия Афана́сьевна Васи́льченко (8 июля 1962 года, Новосибирск — 19 декабря 2011 года, Новосибирск) — советская лыжница, чемпионка мира 1985 года в эстафете 4×5 км.

## Биография

Лилия Васильченко в составе сборной СССР по лыжным гонкам, 1986 год

Родилась 8 июля 1962 года в Новосибирске.
В декабре 1981 года Лилия Васильченко выступала за сборную СССР на Кубке Урала в Свердловске. Её команда, в которую также входили Юлия Степанова и Любовь Лядова, выиграла эстафету 3×5 км с результатом 44:41.
С 1982 года Васильченко входила в состав юниорской, а затем и национальной сборной СССР по лыжным гонкам, представляя Новосибирскую область. В том же году она завоевала бронзовую медаль на чемпионате мира среди юниоров. Под руководством тренера Анатолия Долгих добилась звания мастера спорта международного класса, неоднократно побеждала в эстафетах и индивидуальных гонках на дистанциях 5 и 10 км на всесоюзных соревнованиях и Кубке СССР.
В 1983 году завоевала золотую медаль в составе сборной СССР в эстафете 3×5 км на зимней Универсиаде. Вместе с ней в команде выступали Любовь Заболотская и Фаина Смирнова.

Победительницы эстафеты 4×5 км на чемпионате мира 1985 года. Лилия Васильченко — крайняя справа

На Олимпийских играх 1984 года в Сараево Васильченко заняла 17-е место в индивидуальной гонке на 5 км. В то время она представляла спортивное общество «Трудовые резервы» (Новосибирск) и обучалась в Красноярском институте физической культуры. Была воспитанницей Школы высшего спортивного мастерства Новосибирской области (ШВСМ).
На чемпионате мира 1985 года в Зеефельде Васильченко бежала третий этап в составе женской эстафеты 4×5 км, где команда СССР завоевала золотые медали, опередив сборную Норвегии на 7 секунд. В личных гонках она заняла 8-е место на дистанции 20 км и 11-е — на 10 км.
В том же 1985 году стала чемпионкой СССР на дистанции 5 км. В 1986 году принимала участие в зимней Универсиаде, проходившей в составе студенческой сборной СССР.
Скончалась 19 декабря 2011 года в Новосибирске.

## Достижения
- Чемпионат СССР 1984 года: — 5-е место на дистанции 10 км  — 6-е место на дистанции 5 км
- Всемирная зимняя Универсиада 1984 года:  — Чемпионка в эстафете  — Бронзовый призёр на дистанции 10 км